# Karl-Heinz Vogt (Fußballspieler)
Karl-Heinz Vogt (* 23. Februar 1945; † 15. Mai 2025) war ein deutscher Fußballspieler.

## Karriere
Mit dem 1. FC Saarbrücken verpasste Karl-Heinz Vogt 1966 und 1967 den Aufstieg in die Bundesliga erst in der Aufstiegsrunde. Der „Hexer“, so sein Spitzname, kam dann schließlich 1969 doch in die Erstklassigkeit, indem er zum 1. FC Kaiserslautern in die Pfalz wechselte. In der ersten Saison nur sporadisch spielend, avancierte er in der Saison 1970/71 zum besten Torjäger des FCK und wurde mit 22 Toren hinter dem Oberhausener Lothar Kobluhn zweiter in der Torschützenliste. 1972 erreichte Vogt mit den „Roten Teufeln“ das DFB-Pokal-Finale: Beim 0:5 gegen den FC Schalke 04 wurde er in der 55. Minute für Idriz Hošić eingewechselt. In den folgenden Spielzeiten ließ Vogts Torausbeute wieder nach und er verlor, auch aufgrund eines Muskelrisses, schließlich seinen Stammplatz.
1974 wechselte er zum VfR Oli Bürstadt in die Amateurliga Hessen. 1975 wurde er mit seinem Verein Deutscher Amateurmeister, im Finale erzielte er alle drei Treffer beim 3:0 gegen den SC Victoria Hamburg. 1976 schaffte er es mit Bürstadt erneut ins Finale, diesmal musste man sich nach einer 0:1-Niederlage gegen den SV Holzwickede mit dem zweiten Platz begnügen. Zur Saison 1976/77 folgte der Wechsel zu seinem Jugendverein, dem Zweitligisten FC Homburg. Nach nur sieben Einsätzen und einem Tor für die Saarländer verließ er den Klub nach nur einer Spielzeit wieder. Dies war gleichzeitig seine letzte Profistation.
Ab 1977 war Vogt Spielertrainer beim lothringischen CS Stiring-Wendel sowie bei SV Niederauerbach und SF Walsheim.
Nach seiner Trainerlaufbahn arbeitete er bis zum Eintritt in den Ruhestand bei der Karlsberg-Brauerei in Homburg. Seinen Lebensabend verbrachte er im Zweibrücker Stadtteil Mörsbach.

## Erfolge
- DFB-Pokalfinale 1972 mit dem 1. FC Kaiserslautern
- Deutscher Amateurmeister 1975 mit dem VfR Oli Bürstadt

## Statistik
| Liga          | Spiele (Tore) |
| ------------- | ------------- |
| Bundesliga    | 96 (39)       |
| 2. Bundesliga | 07 0(1)       |
| Wettbewerb    |               |
| DFB-Pokal     | 15 (10)       |
| UEFA-Cup      | 02 0(0)       |